# Phyllodoce maculata
Phyllodoce maculata är en ringmaskart som först beskrevs av Carl von Linné 1767.  Phyllodoce maculata ingår i släktet Phyllodoce och familjen Phyllodocidae. Arten är reproducerande i Sverige. Inga underarter finns listade i Catalogue of Life.